# سی‌اس‌اس وب
سی‌اس‌اس وب (به انگلیسی: CSS Webb) یک کشتی بود. این کشتی در سال ۱۸۵۶ ساخته شد.